# Arnegard (Dakota Północna)
Arnegard – miasto w Stanach Zjednoczonych, w stanie Dakota Północna, w hrabstwie McKenzie.